# أراوكيتا
أراوكيتا هي بلدية ومدينة تقع في إدارة أروكا شمال شرق كولومبيا، ضمن منطقة السهول الشرقية، بالقرب من الحدود مع فنزويلا، تُعد من المراكز الزراعية في المقاطعة، وتتميز بموقعها القريب من نهر أراوكا، وتتميّز باقتصاد يعتمد على الزراعة وتربية المواشي.

## نبذه
يبلغ عدد سكان البلدية نحو 40,000 نسمة، وتشمل الأنشطة الاقتصادية الرئيسية زراعة الكاكاو والموز، بالإضافة إلى إنتاج النفط والتجارة الحدودية.
تأسست أراوكيتا في أواخر القرن التاسع عشر، وشهدت في العقود الأخيرة توترات أمنية نتيجة النزاع المسلح في كولومبيا، وتُعد جزءًا من الثقافة اللانيرية، حيث تشتهر بالموسيقى التقليدية.